# Brian Sutter
Pour les articles homonymes, voir Sutter.
Brian Louis Allen Sutter (né le 10 octobre 1956 à Viking en Alberta) est un joueur de hockey sur glace professionnel et entraîneur de la Ligue nationale de hockey. Il est le plus vieux de la célèbre famille Sutter, dont 6 des 7 frères jouèrent dans la LNH (Brent, Darryl, Duane, Rich et Ron le frère jumeau de Rich).

## Carrière en club
Il fut repêché par les Blues de Saint-Louis au repêchage amateur de la LNH 1976 au 2e tour, 20e au total. Il joua pour les Blues jusqu'au jour où il prit sa retraite comme joueur, en 1988. Pendant sa carrière de joueur, il prit part à trois Matchs des étoiles (1982, 1983 et 1985). Son numéro, le 11, est retiré chez les Blues.

## Statistiques
| Saison    | Équipe                | Ligue  |     | Saison régulière | Saison régulière | Saison régulière | Saison régulière | Saison régulière |    | Séries éliminatoires | Séries éliminatoires | Séries éliminatoires | Séries éliminatoires | Séries éliminatoires |
| Saison    | Équipe                | Ligue  | PJ  | B                | A                | Pts              | Pun              | PJ               | B  | A                    | Pts                  | Pun                  |                      |                      |
| 1973-1974 | Rustlers de Red Deer  | AJHL   | 59  | 42               | 54               | 96               | 139              | -                | -  | -                    | -                    | -                    |                      |                      |
| 1974-1975 | Broncos de Lethbridge | WLCH   | 53  | 34               | 47               | 81               | 134              | 6                | 0  | 1                    | 1                    | 39                   |                      |                      |
| 1975-1976 | Broncos de Lethbridge | WLCH   | 72  | 36               | 56               | 92               | 233              | 7                | 3  | 4                    | 7                    | 45                   |                      |                      |
| 1976-1977 | Blues de Kansas-City  | LCH    | 38  | 15               | 23               | 38               | 47               | -                | -  | -                    | -                    | -                    |                      |                      |
| 1976-1977 | Blues de Saint-Louis  | LNH    | 35  | 4                | 10               | 14               | 82               | 4                | 1  | 0                    | 1                    | 14                   |                      |                      |
| 1977-1978 | Blues de Saint-Louis  | LNH    | 78  | 9                | 13               | 22               | 123              | -                | -  | -                    | -                    | -                    |                      |                      |
| 1978-1979 | Blues de Saint-Louis  | LNH    | 77  | 41               | 39               | 80               | 165              | -                | -  | -                    | -                    | -                    |                      |                      |
| 1979-1980 | Blues de Saint-Louis  | LNH    | 71  | 23               | 35               | 58               | 156              | 3                | 0  | 0                    | 0                    | 4                    |                      |                      |
| 1980-1981 | Blues de Saint-Louis  | LNH    | 78  | 35               | 34               | 69               | 232              | 11               | 6  | 3                    | 9                    | 77                   |                      |                      |
| 1981-1982 | Blues de Saint-Louis  | LNH    | 74  | 39               | 36               | 75               | 239              | 10               | 8  | 6                    | 14                   | 49                   |                      |                      |
| 1982-1983 | Blues de Saint-Louis  | LNH    | 79  | 46               | 30               | 76               | 254              | 4                | 2  | 1                    | 3                    | 10                   |                      |                      |
| 1983-1984 | Blues de Saint-Louis  | LNH    | 76  | 32               | 51               | 83               | 162              | 11               | 1  | 5                    | 6                    | 22                   |                      |                      |
| 1984-1985 | Blues de Saint-Louis  | LNH    | 77  | 37               | 37               | 74               | 121              | 3                | 2  | 1                    | 3                    | 2                    |                      |                      |
| 1985-1986 | Blues de Saint-Louis  | LNH    | 44  | 19               | 23               | 42               | 87               | 9                | 1  | 2                    | 3                    | 22                   |                      |                      |
| 1986-1987 | Blues de Saint-Louis  | LNH    | 14  | 3                | 3                | 6                | 18               | -                | -  | -                    | -                    | -                    |                      |                      |
| 1987-1988 | Blues de Saint-Louis  | LNH    | 76  | 15               | 22               | 37               | 147              | 10               | 0  | 3                    | 3                    | 49                   |                      |                      |
| Totaux    | Totaux                | Totaux | 779 | 303              | 333              | 636              | 1 786            | 65               | 21 | 21                   | 42                   | 249                  |                      |                      |

## Carrière d'entraîneur
Après sa retraite, il devint entraîneur des Blues (1988 à 1992). Il remporta le trophée Jack-Adams en 1991 remis au meilleur entraîneur de la ligue. Il entraîna par la suite les Bruins de Boston, les Flames de Calgary et les Blackhawks de Chicago (de 2001 à 2005). Les Hawks embauchèrent Dale Tallon comme directeur-gérant le 21 juin 2005 et la direction du club ne renouvela pas son contrat.